# Brévilly

Brévilly este o comună în departamentul Ardennes din nordul Franței. În 1 ianuarie 2022 avea o populație de 367 de locuitori.